# Tachydromia abdominalis
Tachydromia abdominalis är en tvåvingeart som först beskrevs av Christian Rudolph Wilhelm Wiedemann 1830.  Tachydromia abdominalis ingår i släktet Tachydromia och familjen puckeldansflugor. Inga underarter finns listade i Catalogue of Life.